# Палетта, Гарри
Гарри Палетта (нем. Harry Paletta; 29 августа 1922, Шоластиково, Восточная Пруссия — 14 ноября 1944, близ Батины, Независимое государство Хорватия) — оберштурмфюрер СС, кавалер Рыцарского креста Железного креста.

## Карьера
Сын владельца поместья 1 октября 1932 года вступает в ряды Гитлерюгенда, 24 октября 1939 года — в СС (№ 391948). Начал службу в рядах штандарта СС «Дойчланд», позже — в противотанковом дивизионе СС. По окончании юнкерского училища СС в Бад-Тёльце 20 апреля 1941 года произведён в унтерштурмфюреры с зачислением в 5-ю дивизию СС «Викинг».
В 1942 году служит в 14-й роте пехотного полка «Норланд», а с 1944 года командует 1-й батареей 7-го противотанкового дивизиона СС. С осени 1944 года назначен командиром 1007-й батареи штурмовых орудий СС 7-й добровольческой горной дивизии СС «Принц Ойген». 14 ноября 1944 года погиб в бою близ Батины.
26 ноября 1944 года посмертно награждён Рыцарским крестом Железного креста.

## Награды
- Железный крест 2-го класса
- Железный крест 1-го класса
- Нагрудный знак «За танковую атаку»
- Нагрудный штурмовой пехотный знак в бронзе
- Рыцарский крест (26 ноября 1944)
- Нагрудный знак «За ближний бой» в бронзе